# Дипломатически мисии в Мадагаскар
Това е списък на дипломатическите мисии в Антананариво, Мадагаскар. Има 21 посолства и 2 генерални консулства.

## Посолства в Антананариво
- Алжир
- Ватикан
- Египет
- Китай [1]
- Коморски острови
- Германия [2]
- Индия
- Индонезия
- Иран [3]
- Йордания
- Либия
- Мавриций
- Малтийски орден
- Мароко
- Норвегия [4]
- Русия [5]
- Сенегал
- САЩ [6]
- Франция [7]
- Швейцария [8]
- РЮА

## Други представителства
- Делегация на ЕС [9]
- Генерално консулство на Дания
- Генерално консулство на Тайланд [10]